# Gradišče pri Litiji
Gradišče pri Litiji – wieś w Słowenii, w gminie Šmartno pri Litiji. W 2018 roku liczyła 84 mieszkańców.